# Томмі Маклін
Томмі Маклін (англ. Tommy McLean, нар. 2 червня 1947, Ларкхолл) — шотландський футболіст, що грав на позиції півзахисника за клуби «Кілмарнок» та «Рейнджерс», а також національну збірну Шотландії. По завершенні ігрової кар'єри — тренер.
Володар Кубка Кубків УЄФА. Чотириразовий чемпіон Шотландії. П'ятиразовий володар Кубка Шотландії як гравець і одного разу як тренер. Чотириразовий володар Кубка шотландської ліги.

## Клубна кар'єра
У дорослому футболі дебютував 1964 року виступами за команду клубу «Кілмарнок», в якій провів сім сезонів, взявши участь у 216 матчах чемпіонату.  Більшість часу, проведеного у складі «Кілмарнока», був основним гравцем команди. У першому ж сезоні став співавтором найвищого досягнення клубу у його історії — здобуття титулу чемпіона Шотландії.
1971 року перейшов за 65 тисяч фунтів до «Рейнджерс», за який відіграв 11 сезонів. Граючи у складі «Рейнджерс» також здебільшого виходив на поле в основному складі команди. За цей час додав до переліку своїх трофеїв ще три титули чемпіона Шотландії, а [[1971-1972|1972 року]] став володарем Кубка Кубків УЄФА. Завершив професійну кар'єру футболіста виступами за команду «Рейнджерс» у 1982 році.

## Виступи за збірну
1968 року дебютував в офіційних матчах у складі національної збірної Шотландії. Протягом кар'єри у національній команді, яка тривала 4 роки, провів у формі головної команди країни 6 матчів, забивши 1 гол.

## Кар'єра тренера
Розпочав тренерську кар'єру невдовзі по завершенні кар'єри гравця, 1983 року, очоливши тренерський штаб клубу «Грінок Мортон», де пропрацював з 1983 по 1984 рік.
1984 року став головним тренером команди «Мотервелл», тренував команду з Мотервелла десять років, здобув з нею 1991 року свій перший тренерський трофей — Кубок Шотландії.
Згодом протягом 1994–1995 років очолював тренерський штаб клубу «Гартс».
1996 року, деякий час пропрацювавши з «Рейт Роверс», прийняв пропозицію очолити команду «Данді Юнайтед». Залишив головну команду клубу з Данді 1998 року, проте за деякий час повернувся аби прийняти його молодіжну команду.
2001 року став директором з розвитку молодих гравців у структурі «Рейнджерс».
| Дата       | Місто      | Господарі         | Результат | Гості     | Турнір            | Голи | Примітки |
| ---------- | ---------- | ----------------- | --------- | --------- | ----------------- | ---- | -------- |
| 16-01-1968 | Копенгаген | Данія             | 0 – 1     | Шотландія | товариський матч  | -    |          |
| 11-12-1968 | Нікосія    | Кіпр              | 0 – 5     | Шотландія | Відбір до ЧС 1970 | -    |          |
| 03-05-1969 | Рексем     | Уельс             | 3 – 5     | Шотландія | товариський матч  | 1    |          |
| 18-04-1970 | Белфаст    | Північна Ірландія | 0 – 1     | Шотландія | товариський матч  | -    |          |
| 22-04-1970 | Глазго     | Шотландія         | 0 – 0     | Уельс     | товариський матч  | -    |          |
| 09-06-1971 | Копенгаген | Данія             | 1 – 0     | Шотландія | Відбір до ЧЄ 1972 | -    |          |
| Усього     |            | Матчів            | 6         |           | Голів             | 1    |          |

## Титули і досягнення

### Як гравця
- Чемпіон Шотландії (4):

«Кілмарнок»: 1964-1965
«Рейнджерс»: 1974-1975, 1975-1976, 1977-1978
- Володар Кубка Шотландії (5):

«Рейнджерс»: 1972-1973, 1975-1976, 1977-1978, 1978-1979, 1980-1981
- Володар Кубка шотландської ліги (4):

«Рейнджерс»: 1970-1971, 1975-1976, 1977-1978, 1978-1979
- Володар Кубка Кубків УЄФА (1):

«Рейнджерс»: 1971-1972

### Як тренера
- Володар Кубка Шотландії (1):

«Мотервелл»: 1990-1991